# Amerikaanse presidentsverkiezingen 1968
De Amerikaanse presidentsverkiezingen van 1968 werden door Richard Nixon gewonnen. Deze verkiezingen werden overschaduwd door de moord op Robert F. Kennedy, kandidaat voor de Democratische nominatie en de burgerrechtenactivist Martin Luther King.

## Presidentskandidaten
- Voormalig 
 Vicepresident 
 Richard Nixon 
 uit Californië[1] 
 Republikeinse Partij

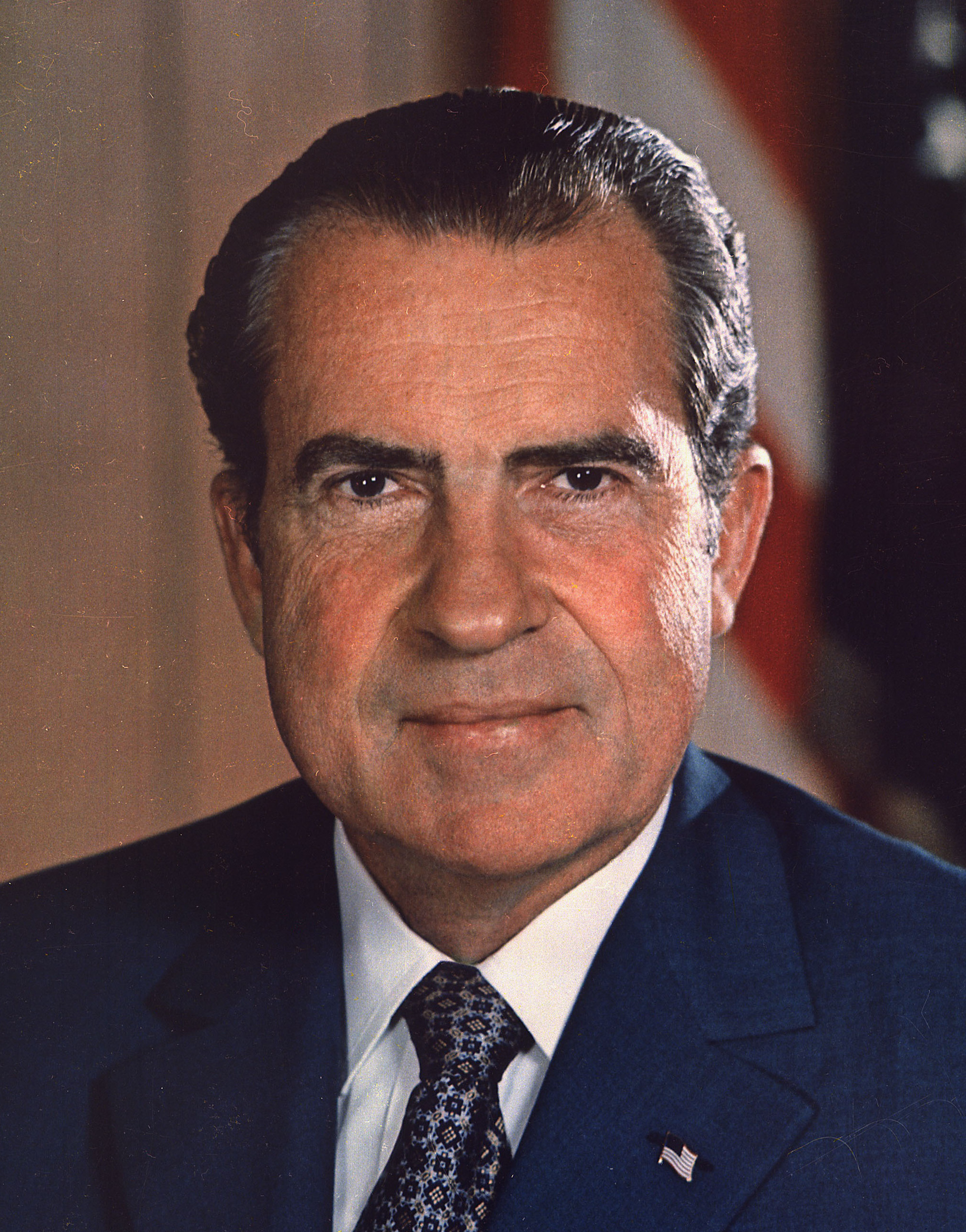
Voormalig Vicepresident Richard Nixon uit Californië Republikeinse Partij
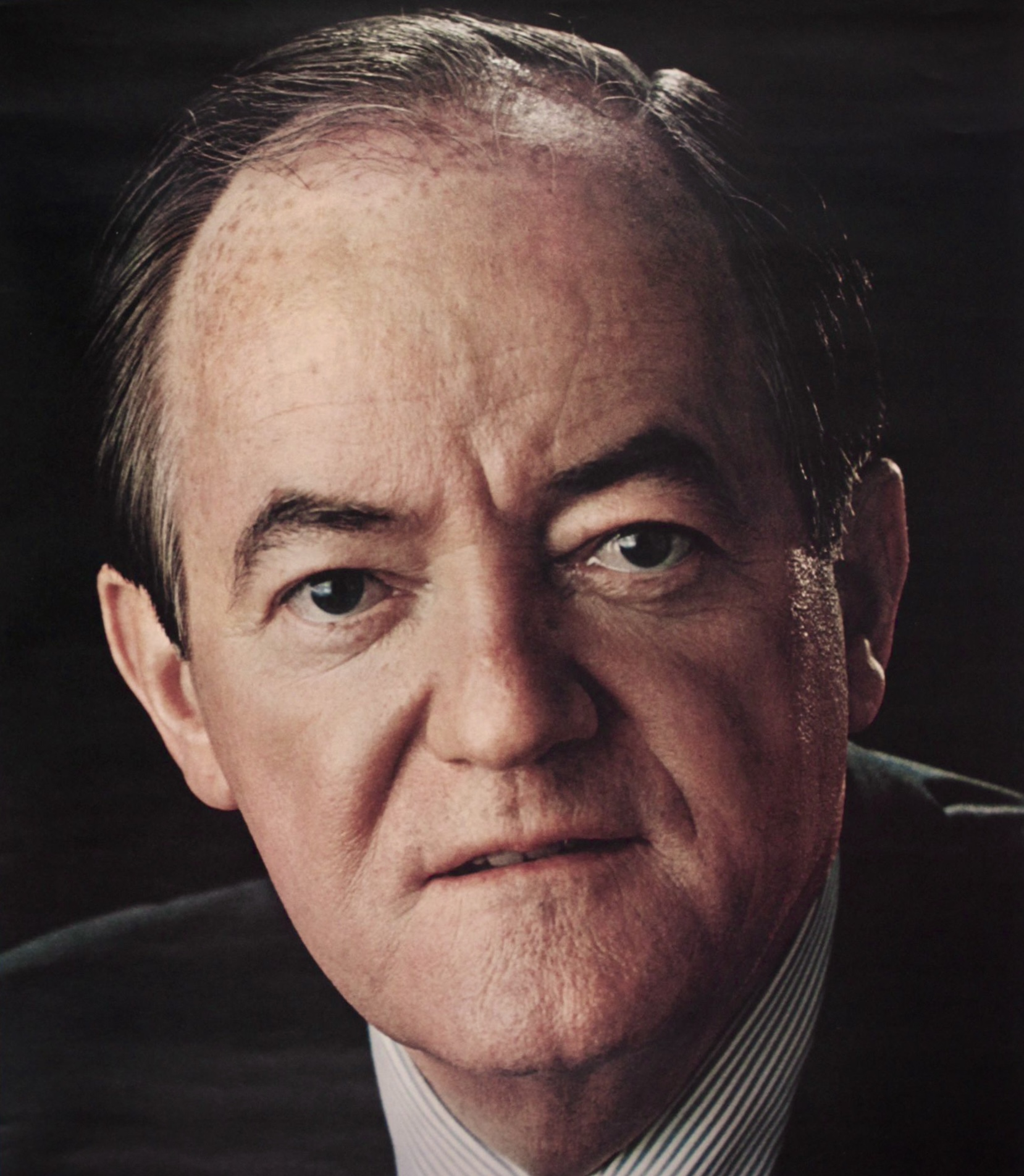
Vicepresident Hubert Humphrey uit Minnesota Democratische Partij
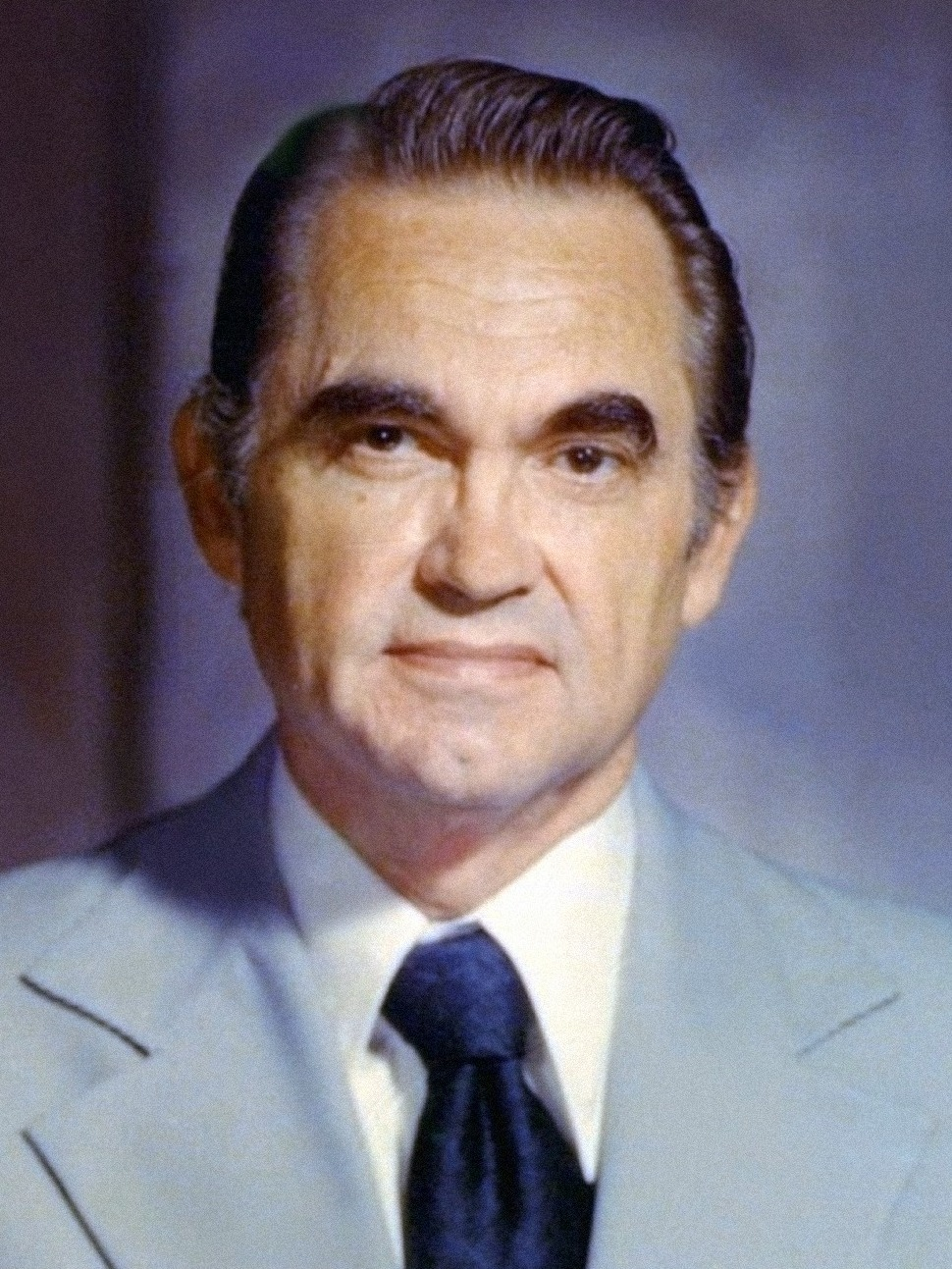
Voormalig Gouverneur George Wallace uit Alabama Amerikaanse Onafhankelijken Partij

- Voormalig 
 Gouverneur 
 George Wallace 
 uit Alabama 
 Amerikaanse 
 Onafhankelijken Partij

### Vicepresidentskandidaten

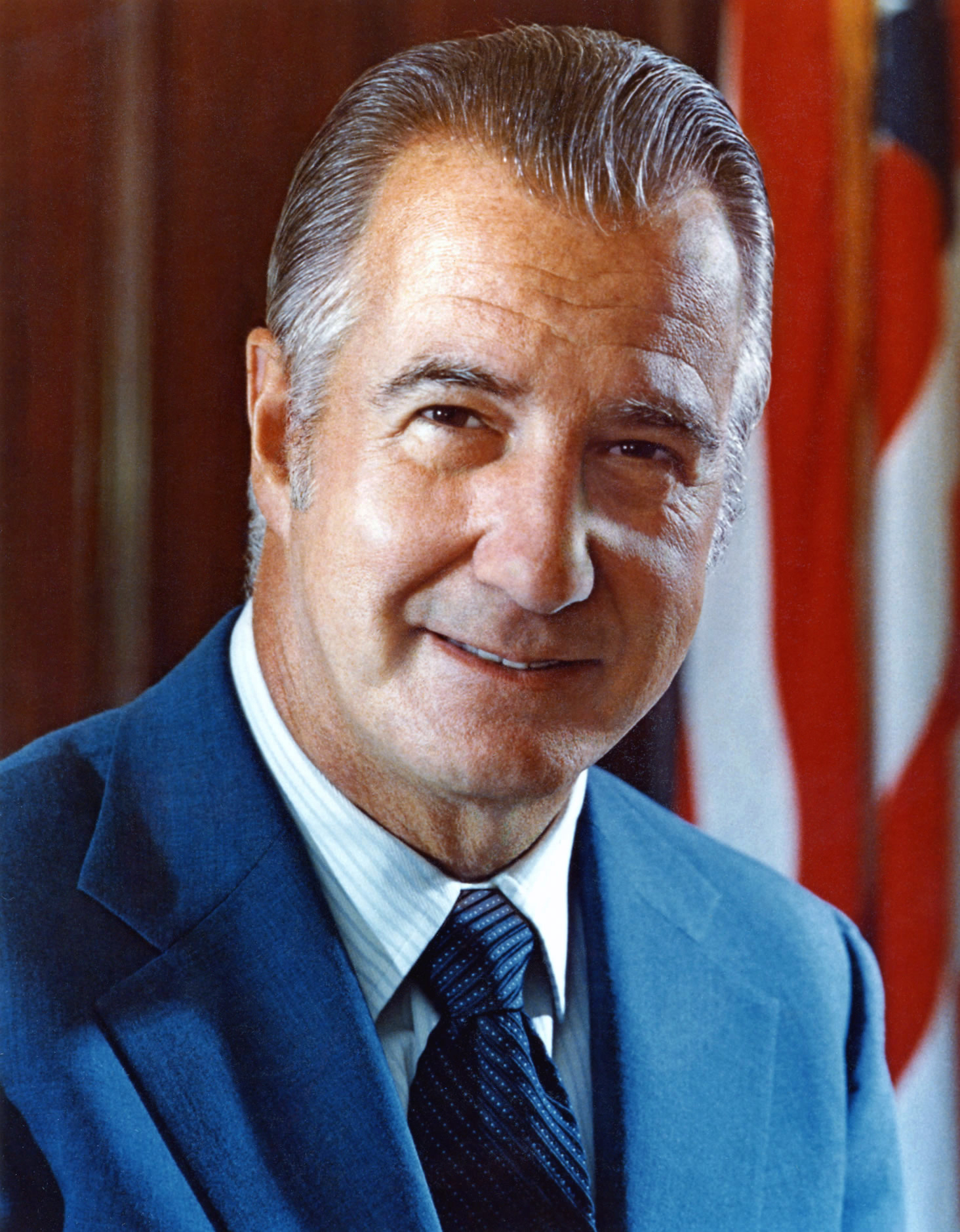
Gouverneur Spiro Agnew uit Maryland Republikeinse Partij
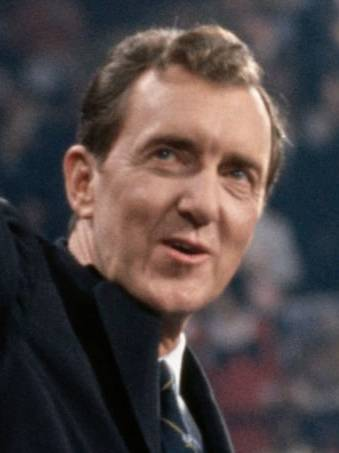
Senator Edmund Muskie uit Maine Democratische Partij
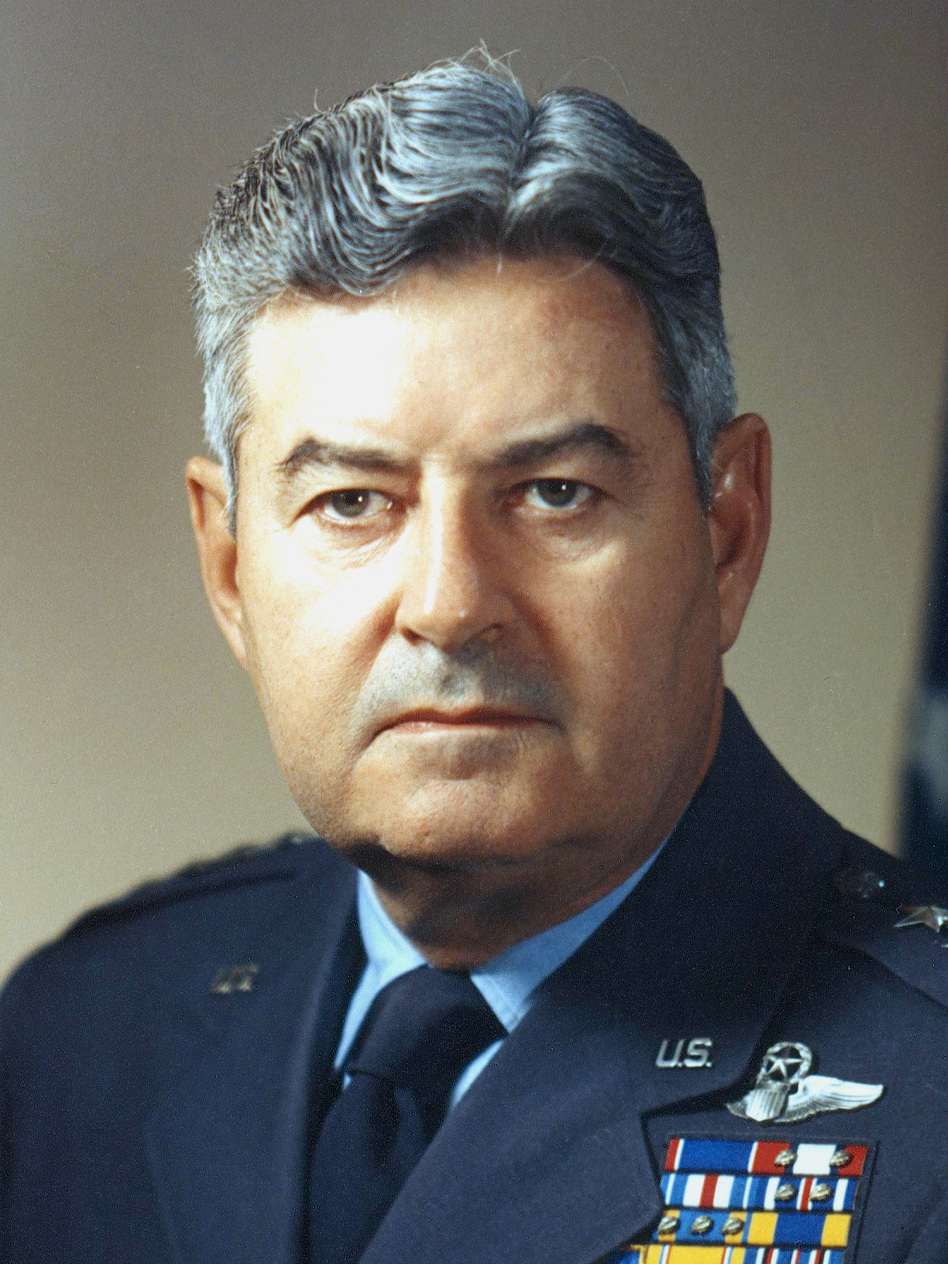
General (b.d.) Curtis LeMay uit Californië Amerikaanse Onafhankelijken Partij

## Uitslag
| Naam            | Richard Nixon        | Hubert Humphrey      | George Wallace                     |
| Partij          | Republikeinse Partij | Democratische Partij | Amerikaanse Onafhankelijken Partij |
| Thuisstaat      | Californië           | Minnesota            | Alabama                            |
| Running mate    | Spiro Agnew          | Edmund Muskie        | Curtis LeMay                       |
| Kiesmannen      | 301                  | 191                  | 46                                 |
| Gewonnen staten | 32                   | 13+DC                | 5                                  |
| Aantal stemmen  | 31,783,783           | 31,271,839           | 9,901,118                          |
| Percentage      | 43.4%                | 42.7%                | 13.5%                              |

1789 · 1792 · 1796 · 1800 · 1804 · 1808 · 1812 · 1816 · 1820 · 1824 · 1828 · 1832 · 1836 · 1840 · 1844 · 1848 · 1852 · 1856 · 1860 · 1864 · 1868 · 1872 · 1876 · 1880 · 1884 · 1888 · 1892 · 1896 · 1900 · 1904 · 1908 · 1912 · 1916 · 1920 · 1924 · 1928 · 1932 · 1936 · 1940 · 1944 · 1948 · 1952 · 1956 · 1960 · 1964 · 1968 · 1972 · 1976 · 1980 · 1984 · 1988 · 1992 · 1996 · 2000 · 2004 · 2008 · 2012 · 2016 · 2020 · 2024